# 에디 콜론
프리모(Primo)라는 링네임을 가지고 있는 에디 콜론(Primo Colon)은 본명은 프리모 콜론(Primo Colon, 1982년 12월 21일 ~ )은 푸에르토리코의 프로레슬링선수다. 그의 형은 칼리토라고하는 프로레슬링선수다. 현재 WWE 팀 로스 마타도레스라는 링네임은 바로 디에고(Diego)라는 사용을 하고 있다가 2016년 5월 16일 wwe raw에서는 다시 WWE 링네임 프리모(Primo)라는 사용을 하면서 에피코랑 같이 팀 샤이닝 스타즈에서 등장을 하다가 2016년 7월 1일 WWE 메인 이밴트에서 악역으로 등장을 한다. 2016년 12월 27일 RAW에서 대런 영과 보 댈러스를 에피코와 상대하다가 브라운 스트로우먼이 선수들을 공격하자 스트로우먼한테 체어샷을 날린다. 하지만 계단에 부딪쳐 쓰러졌다. 현재는 콜론스라는 태그팀을 에피코와 운영하고 있다.

## 수상
- WWE 태그팀 챔피언 (구 버전) 2회
- WWE 월드 태그팀 챔피언 (구 버전) 1회

## 신체 사항
- 키 178cm
- 몸무게 99kg